# الکساندر ایخناتوویچ
الکساندر ایخناتوویچ (لهستانی: Aleksander Ihnatowicz؛ زادهٔ ۱۸ نوامبر ۱۹۸۴) بازیگر و برنامه‌نویس اهل لهستان است. وی بین سال‌های ۱۹۹۷ تا ۲۰۰۷ میلادی فعالیت می‌کرد.
از فیلم‌ها یا برنامه‌های تلویزیونی که وی در آن نقش داشته‌است، می‌توان به خانواده جایگزین اشاره کرد.